# Chesterfield (Massachusetts)
Chesterfield é uma vila localizada no condado de Hampshire no estado estadounidense de Massachusetts. No Censo de 2010 tinha uma população de 1.222 habitantes e uma densidade populacional de 15,1 pessoas por km².

## Geografia
Chesterfield encontra-se localizado nas coordenadas 42° 22′ 40″ N, 72° 50′ 31″ O. Segundo o Departamento do Censo dos Estados Unidos, Chesterfield tem uma superfície total de 80.95 km², da qual 79.92 km² correspondem a terra firme e (1.27%) 1.03 km² é água.

## Demografia
Segundo o censo de 2010, tinha 1.222 pessoas residindo em Chesterfield. A densidade populacional era de 15,1 hab./km². Dos 1.222 habitantes, Chesterfield estava composto pelo 98.12% brancos, o 0.16% eram afroamericanos, o 0.08% eram amerindios, o 0.41% eram asiáticos, o 0.08% eram insulares do Pacífico, o 0.25% eram de outras raças e o 0.9% pertenciam a duas ou mais raças. Do total da população o 1.47% eram hispanos ou latinos de qualquer raça.